# Wohn- und Wirtschaftsgebäude Hundestraße 11
Das Wohn- und Wirtschaftsgebäude Hundestraße 11 in der niedersächsischen Stadt Osterholz-Scharmbeck, Ortsteil Scharmbeck, stammt als ältester Profanbau der Stadt aus dem ersten Drittel des 17. Jahrhunderts. Aktuell (2025) wird es als Tagesstätte im Alten Museum des Diakonischen Werkes genutzt.
Das Gebäude steht unter Denkmalschutz (siehe auch Liste der Baudenkmale in Osterholz-Scharmbeck).

## Geschichte und Beschreibung
Scharmbeck wurde 1043 und Osterholz mit der Gründung des Klosters 1182 erstmals erwähnt.
Das eingeschossige traufständige Wohn- und Wirtschaftsgebäude als Zweiständer-Hallenhaus in Fachwerk mit Steinausfachungen, mit ziegelgedecktem Krüppelwalm und mit der Grooten Door mit geradem Abschluss wurde 1626 (Inschrift) gebaut. Der Wirtschaftsgiebel in Fachwerk mit geschweiften Fußstreben ragt auf geschnitzten Konsolen und Knaggen leicht vor. Mittig befindet sich eine ehemalige Ladeluke. Das Bürgerhaus wurde 1924 vom Landkreis gekauft und war zeitweise ein Teil des Heimatmuseums.
Das Landesdenkmalamt befand u. a.: „… typisches Hallenhaus des 17. Jahrhunderts in Zweiständerkonstruktion …“